# Anthotocus antennalis
Anthotocus antennalis är en skalbaggsart som beskrevs av Lea 1919. Anthotocus antennalis ingår i släktet Anthotocus och familjen Melolonthidae. Inga underarter finns listade i Catalogue of Life.